# Elymus repens
Elytrichia repens, comúnmente conocida como grama,  es una especie muy común de hierba nativa de Europa.

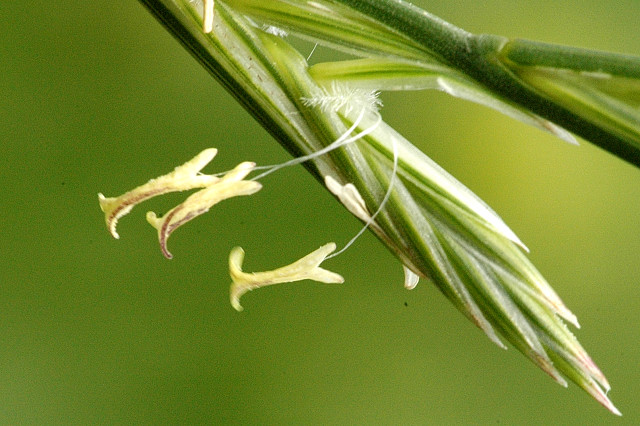
Detalle de la flor.

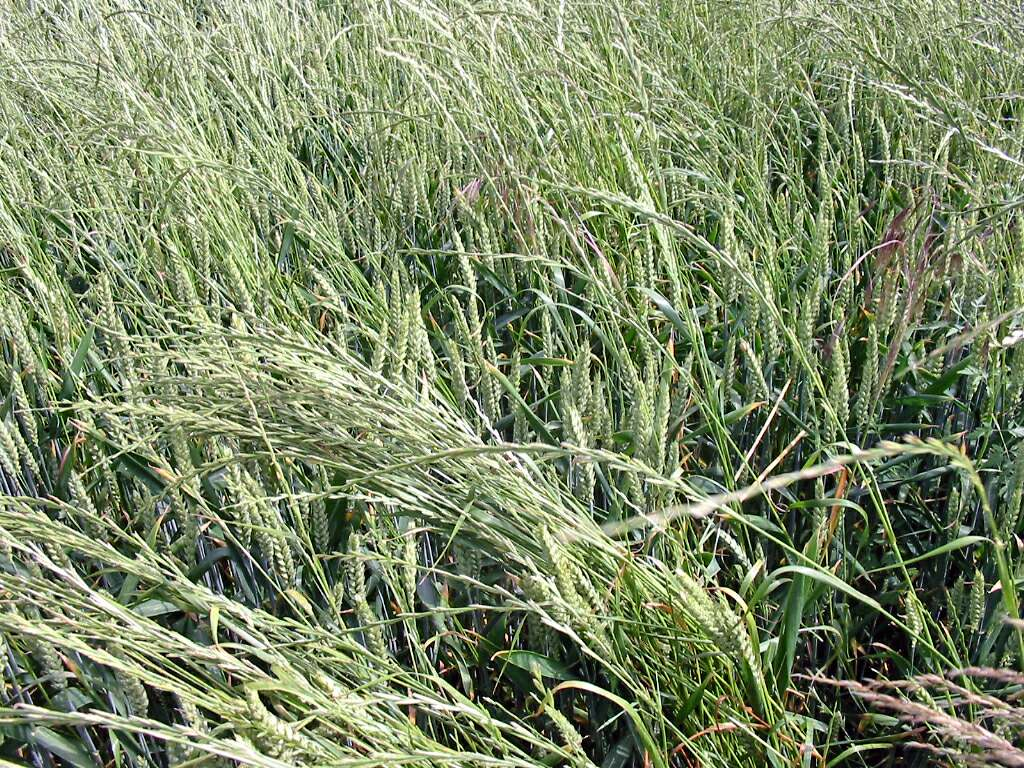
Infestación de Triticum repens en un cultivo de trigo, en Francia.

## Descripción
Es una planta perenne cuyo rizoma tiene numerosas raicillas que se extienden a gran distancia y poca profundidad. El tallo, nudoso, alcanza 60-90 cm de altura. Las hojas son alternas, planas, estrechas y rugosas por el envés. Las espigas terminales o inflorescencias se dividen en dos con 4 y 8 flores cada una.
Está compuesta de un rizoma rastrero del cual parten las raíces subterráneas y el tallo, que crece horizontalmente. Las ramas se elevan hasta unos 40 cm y producen hojas muy finas, alanceoladas, cubiertas de un fino vello.
Florece durante el verano. Sus flores, muy pequeñas y de color morado se agrupan en forma de espiga.

## Distribución y hábitat
Crece de forma invasiva en los ribazos de los caminos, borderas y campos de cultivo descuidados, una mala hierba común que invade cultivos y campos incultos de Europa, América, Asia y el norte de África. Resulta muy difícil de eliminar, ya que la planta puede regenerarse a partir de la raíz aunque la planta haya sido cortada a ras de tierra. En general se le considera una mala hierba y una especie invasora. 

## Usos
Ha sido incluido por el Consejo de Europa en la lista de fuentes naturales de condimentos alimenticios en la categoría N2, en la que se establece que pueden añadirse pequeñas cantidades de la planta a los alimentos, con la limitación posible de un principio activo (aún sin especificar) en el producto final. Por otra parte, en Estados Unidos, es reconocida generalmente como segura (GRAS).
Esta planta además de los mencionados usos medicinales también es utilizada para fabricar escobas rústicas y años atrás la raíz tostada se empleaba como sucedáneo del café y como materia prima para la fabricación de cerveza y alcohol. Aparte de esto, también es conocido que empleado como alimento para las vacas hace que éstas produzcan más y de mayor calidad de leche a pesar de que es considerada una mala hierba por los agricultores.

### Usos medicinales
- Diurético, aumenta la excreción de orina por un aumento de la circulación renal.
- Recomendado como depurativo para la gota y reumatismo.
- Disminuye la presión arterial.
- En enfermedades en las que se recomienda una mayor excreción de productos metabólicos nocivos, por ejemplo, en reumatismo, gota, algunas enfermedades de la piel (por ejemplo, acné vulgar, eczema). Herbary Garden

## Taxonomía
Elytrigia repens fue descrita por Nicaise Augustin Desvaux y publicado en Journal de Botanique, rédigé par une société de botanistes 1: 73. 1813.
Etimología
Elytrigia: nombre genérico que puede derivar, bien del griego elytron para "envoltura o cubierta", o una combinación de los nombres genéricos Elymus y Triticum.
repens: epíteto latíno que significa "rastrero"
Sinonimia
- Elymus repens (L.) Gould 1947
- Agropyron repens var. subulatum Roem.  &  Schult. 1817
- Elytrigia vaillantiana (Wulfen ex Schreb.) Beetle 1984
- Triticum repens L.
- Triticum vaillantianum Wulfen  ex Schreb. 1811
- Zeia repens Lunell 1915

## Nombre común
- ballico, carrizo, grama, grama canina, grama canina rizada, grama de las boticas, grama de las boticas de Alemania, grama del norte, grama redosa, grama vulgar de España, grama vulgar de las boticas, gramia, hierba, lastón.[5]
- En Argentina: (sin. = Elymus repens (L.) Gould (=Triticum repens L.,[6] =Agropyron repens (L.) Beauv.,[6] =Elytrigia repens (L.) Nevski,[6] =Agropyron subulatum (Scherb.) Herter[6]) es conocida como "agropiro invasor"[7][6] que es el nombre patrón propuesto por Petetín en 1984,[8] también llamada "agropiro",[6] "chemica",[7] "grama menor",[9][6][7] "grama oficinal",[6][7] "gramilla",[6] "gramón",[9][6] "gramilla blanca".[7]